# クサギ属
クサギ属 Clerodendrum L. はシソ科の樹木の属。かつてはクマツヅラ科とされた。萼から長く伸び出す長い筒部を持つ花冠と更にそこから伸び出す雄蘂と雌しべを持つ。

## 特徴
落葉性か常緑性の低木、及び少数の蔓植物がある。冬芽は円錐形で多くの場合に裸芽である。葉は対生するか、あるいは輪生し、縁が滑らかか、あるいは鋸歯がある程度だが、一部では大きく裂けて分裂した葉をつける例もある。花は集散花序か、あるいは円錐花序につけ、花序は茎の先端に出るものが多いが、一部では葉腋から出る例もある。

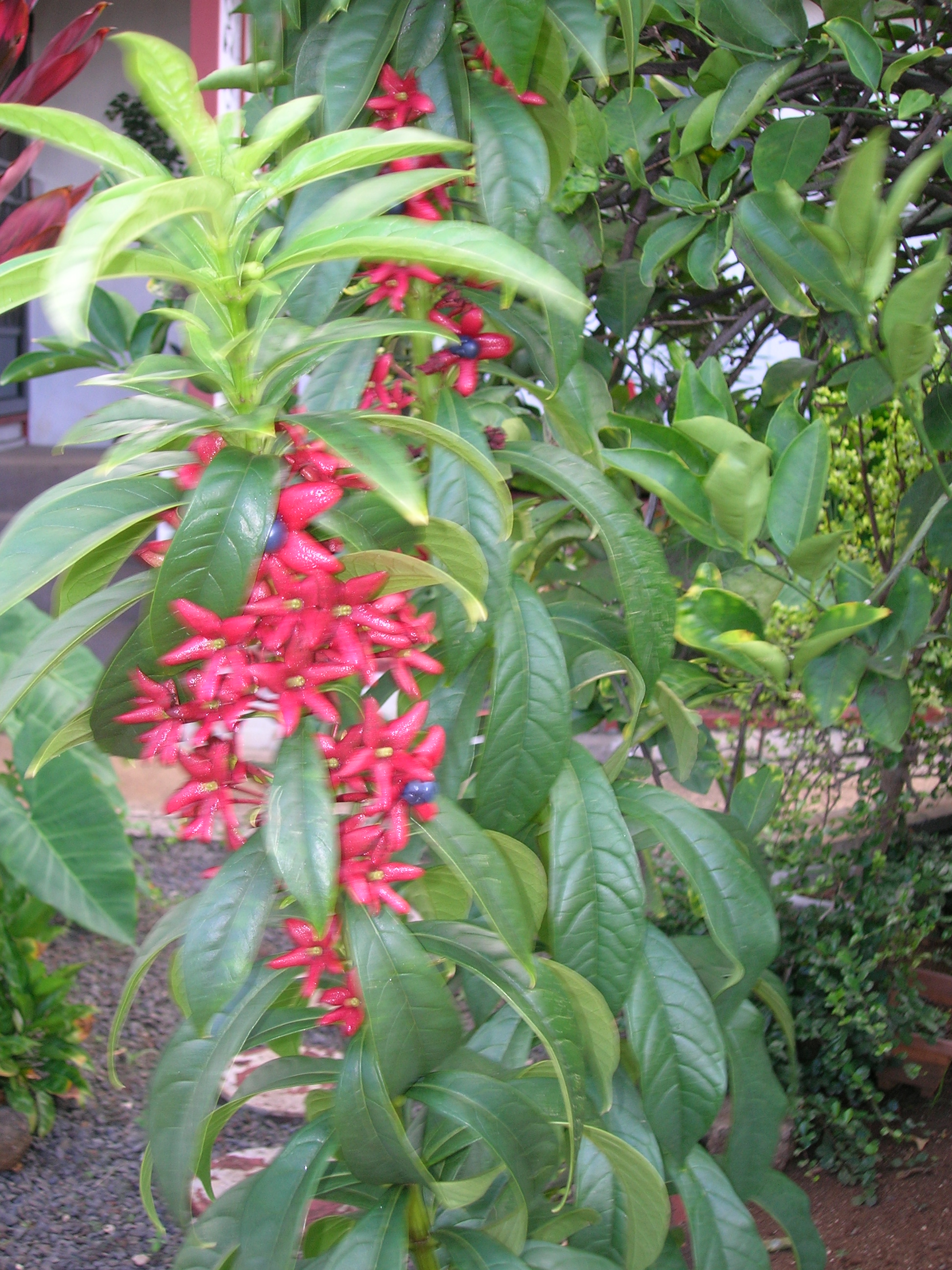
花序を葉腋に出す例 C. indicum
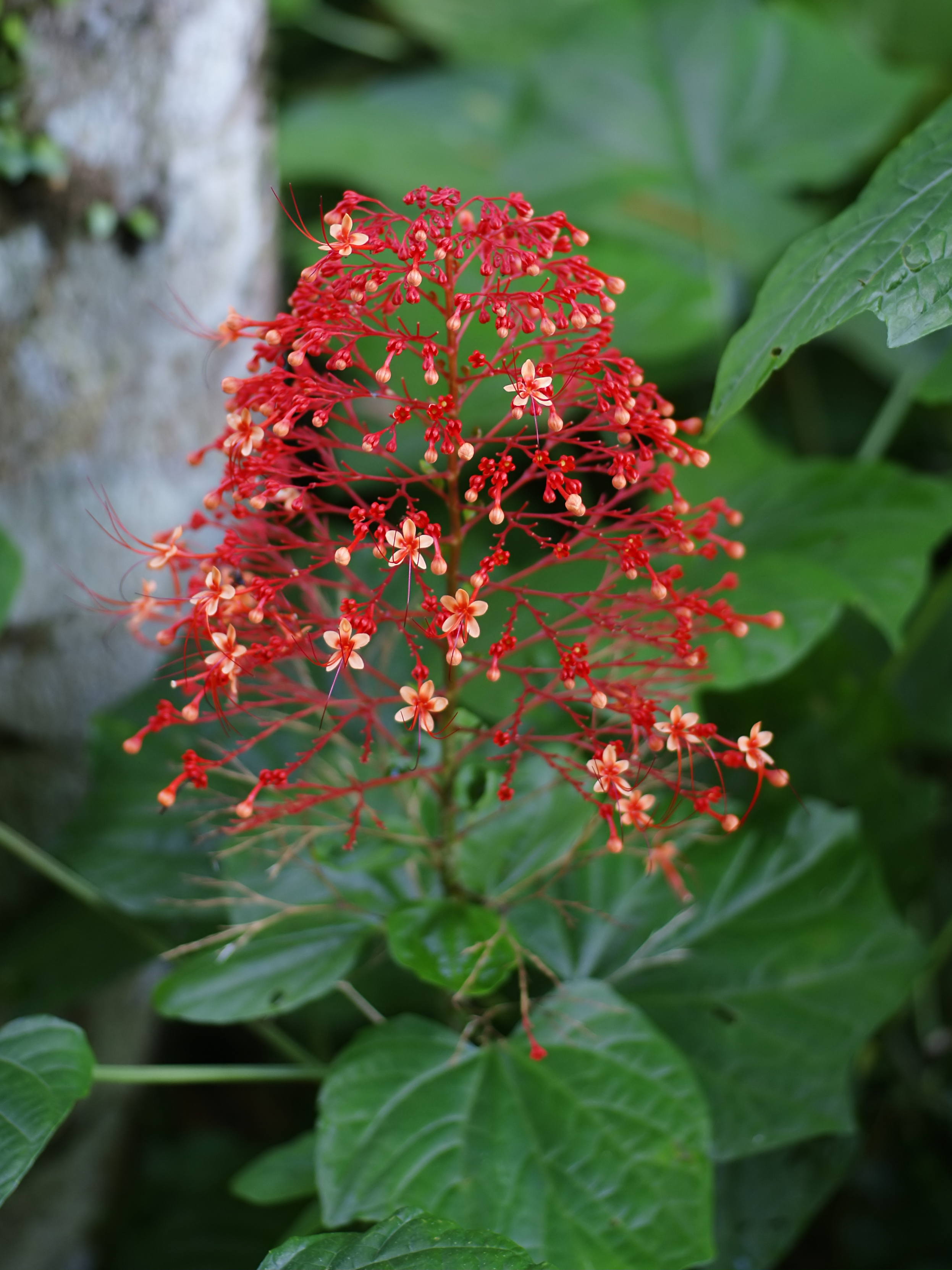
円錐花序の例 C. paniculatum
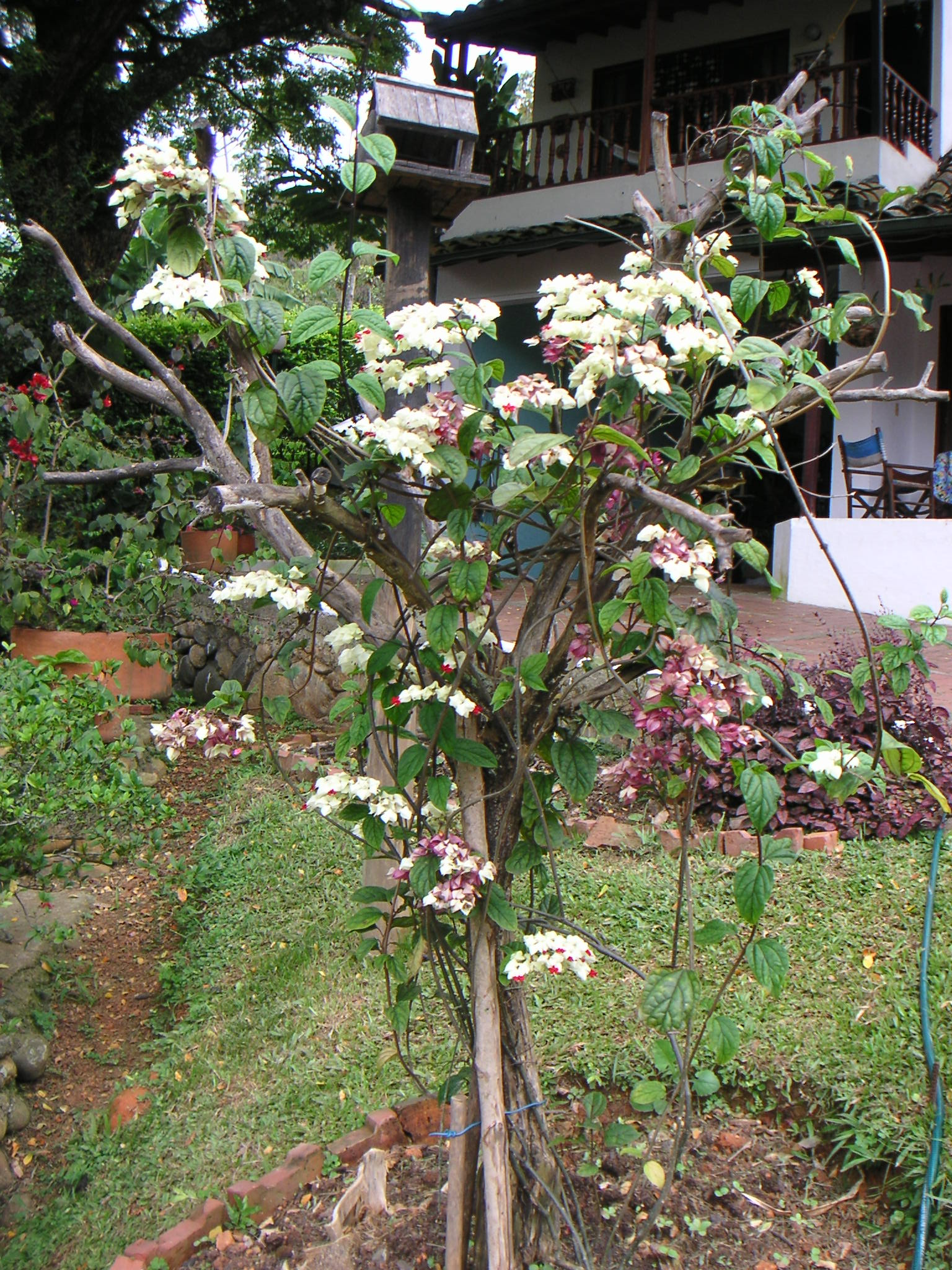
蔓植物の例 ゲンペイクサギ
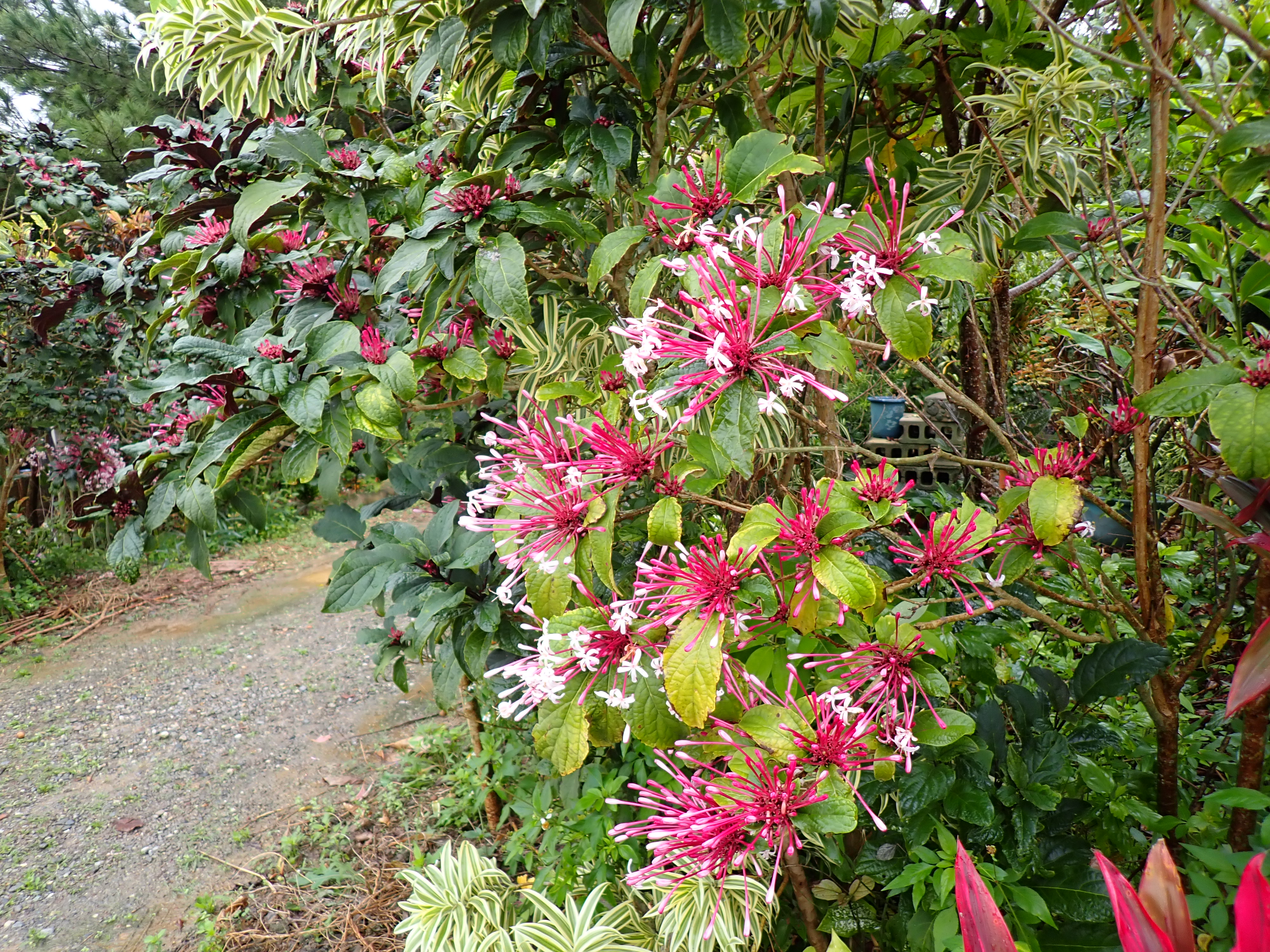
集散花序の例 C. quadriloculare クレロデンドルム・クアドリロクラレ

萼は鐘形から筒状で先端が5歯に分かれるか、あるいは5つに裂ける。萼は花が終わっても落ちずに残り、果実が成熟するとそれを包むものとなる。花が終わった後に大きくなって色づく例もある。花冠は筒状で、花筒は長く伸び、先端は同じ大きさ、あるいは大きさの異なる5片に分かれ、それらの花被片は大きく開く。雄蘂は4本、花筒の内側に付いており、長く伸びて花筒から大きく突き出し、そこで湾曲する。子房は不完全な4室からなり、4個の胚珠がある。柱頭は花筒から長く突き出し、先端は2つに割れる。果実は球形から倒卵形の核果で、外果皮は液質でその内部の核は4つまたは2個が合生して2つに分離する。
学名はギリシャ語で「運命の木」を意味する。これギリシャ語の Kleros （機会、運命）と dendron （木）に由来するもので、本属のある種が呪術に用いられたことにちなむとも、医薬として効能があることにちなむともいわれる。

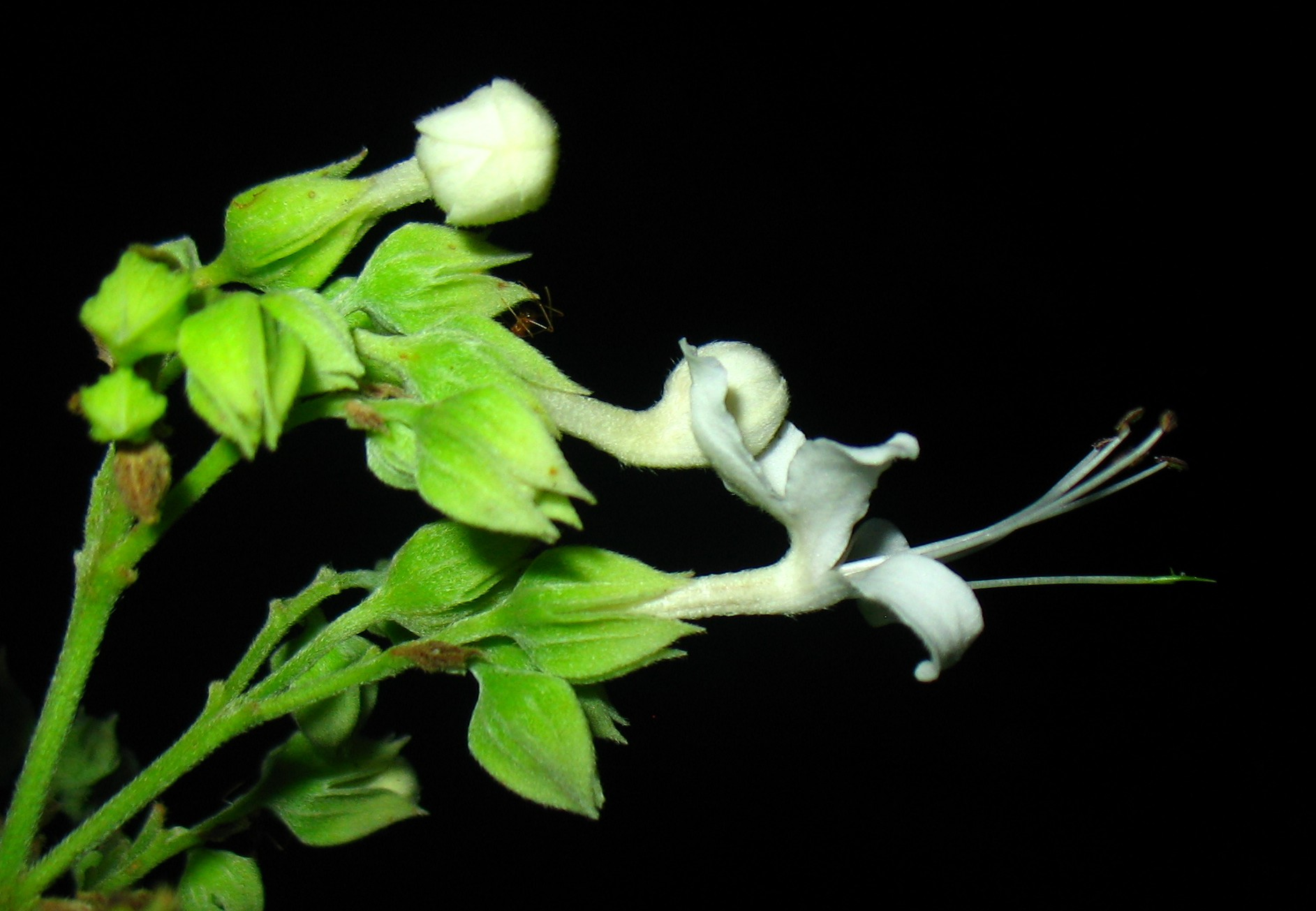
萼、花弁、雄蕊などの様子 C. infortunatum
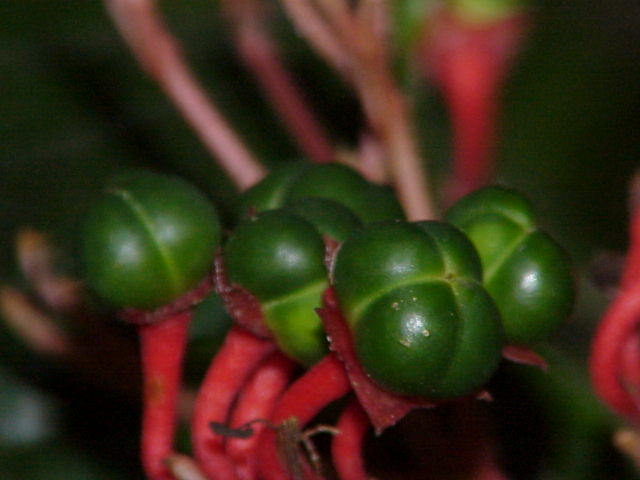
果実に4分割が見える C. speciosissimum
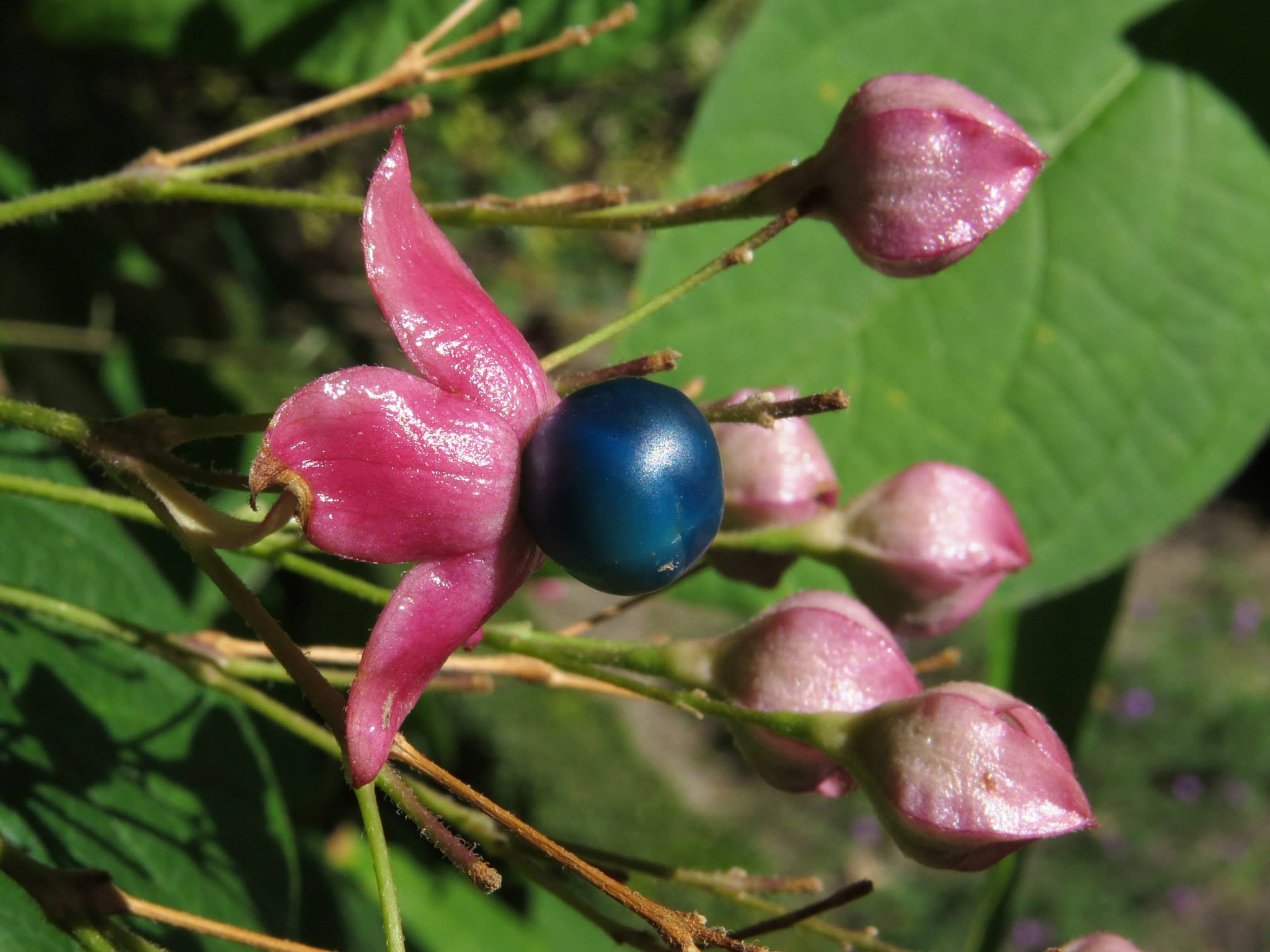
萼は果実を包んで発達し、後に果実を表に出す クサギ

## 分布と種
本属のものは世界の熱帯から亜熱帯域を中心に分布する。種数については佐竹他(1989)は1000種、川窪(1997)は400種としている。

## 日本の種
日本では本属の種は2種が在来種として自生がある。クサギは日本に広く見られるもので、イボタクサギは海岸に生育する蔓性の低木で南西諸島に見られる。
- C. inerme イボタクサギ
- C. trichotomum クサギ
  - var. esculentum ショウロウクサギ
  - var. yakusimense アマクサギ

他に観賞用に栽培されているものが幾つかあり、それらの中には逸出して自生状態で見られるものもある。佐竹他(1989)は以下のような種を掲載している。
- C. japonicum ヒギリ
- C. bungei ボタンクサギ
- C. lindleyi リンドレイクサギ

他に C. thomsonae ゲンペイクサギやC. paniculatum カクバヒギリもよく栽培される種である。

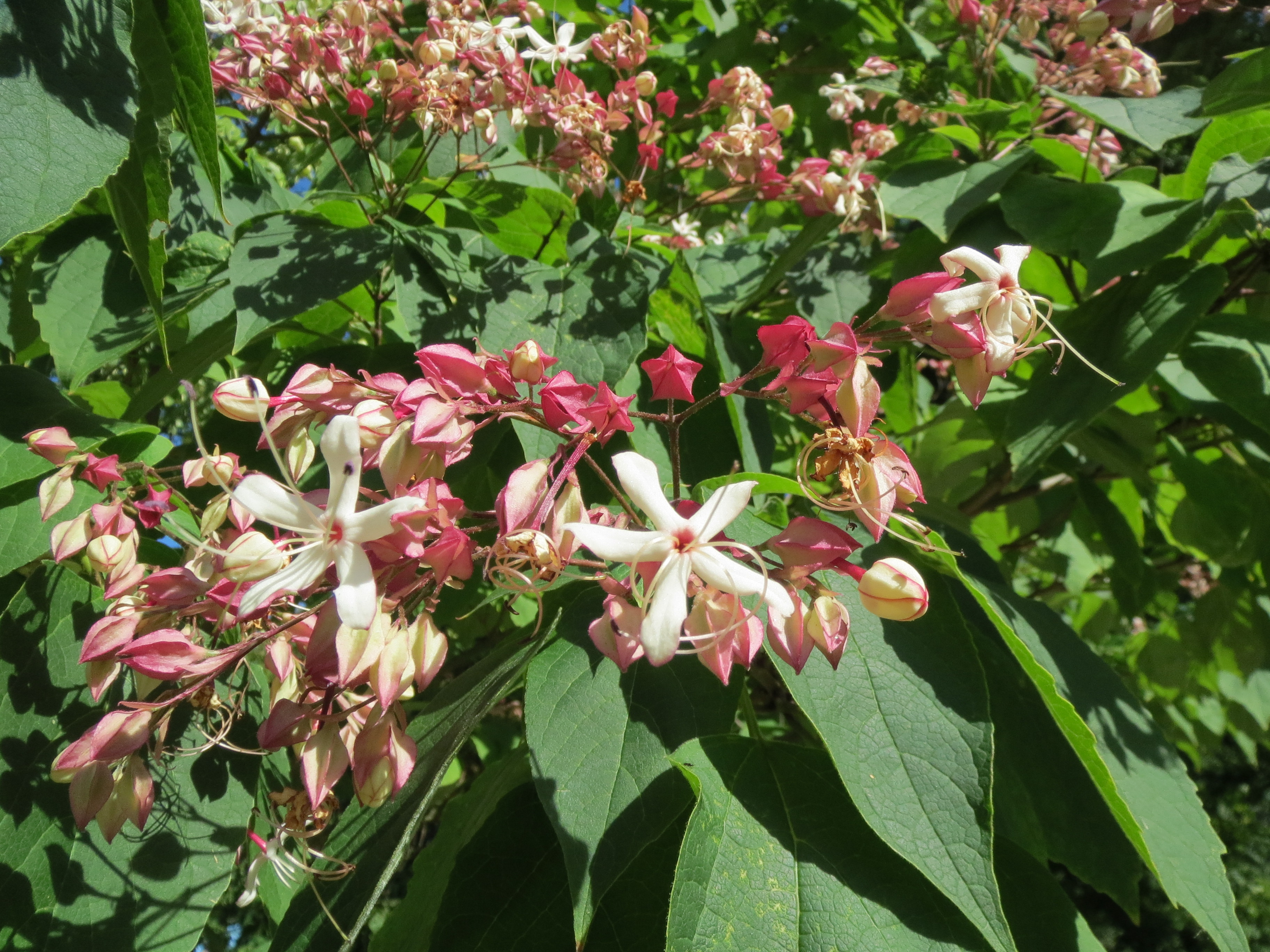
クサギ
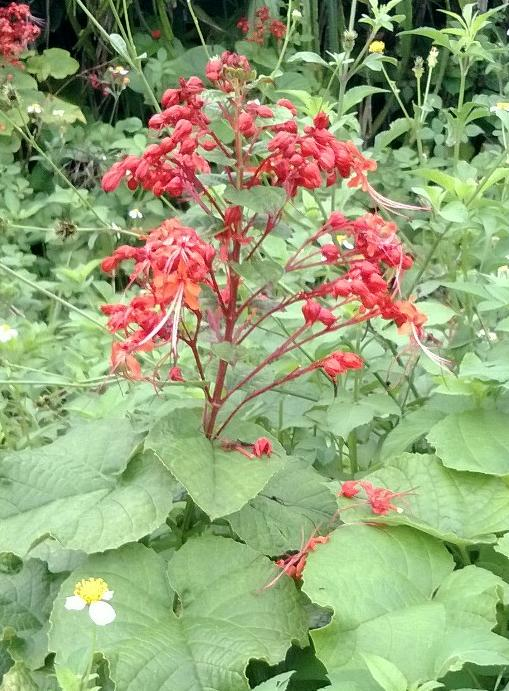
ヒギリ
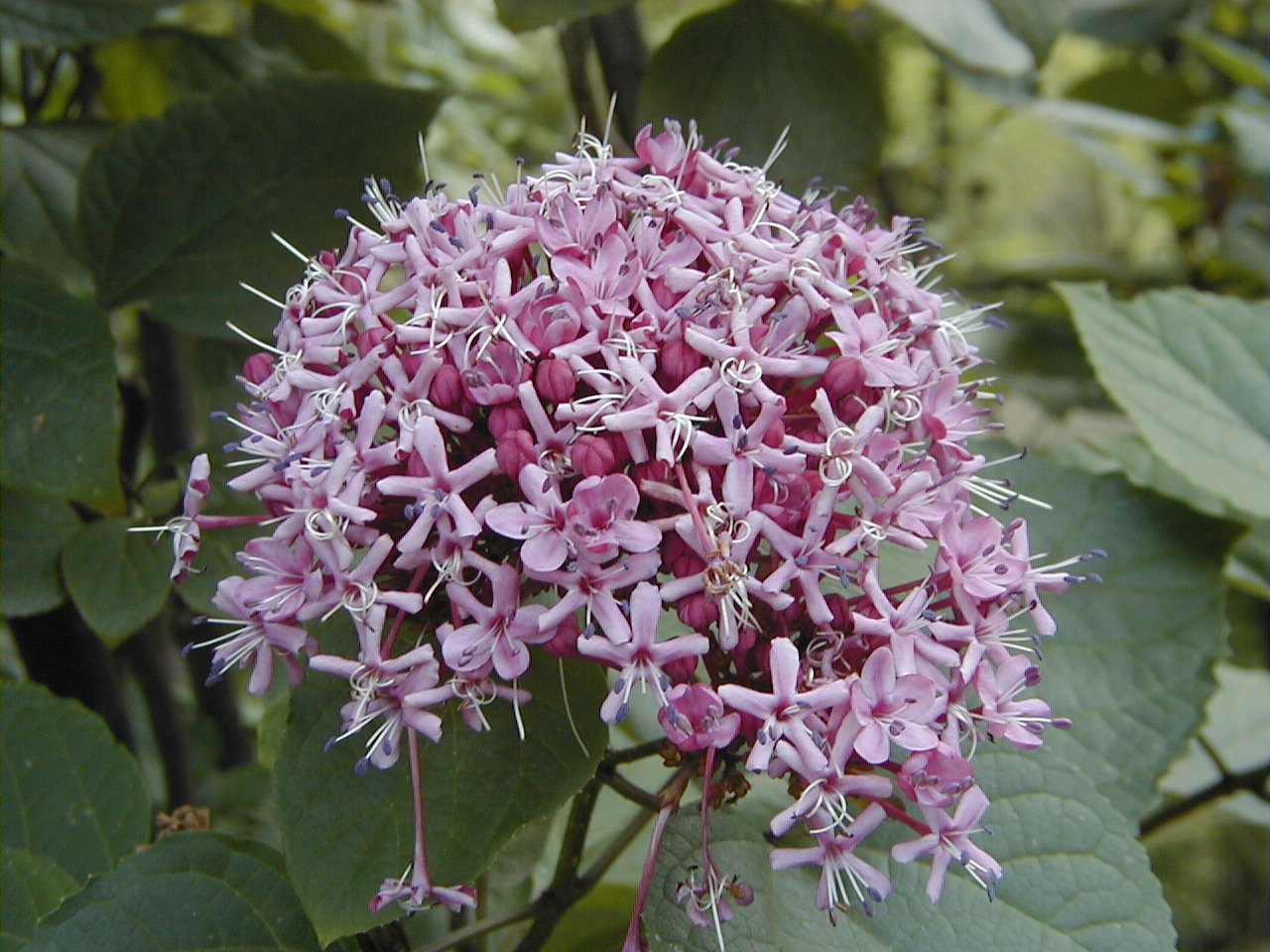
ボタンクサギ
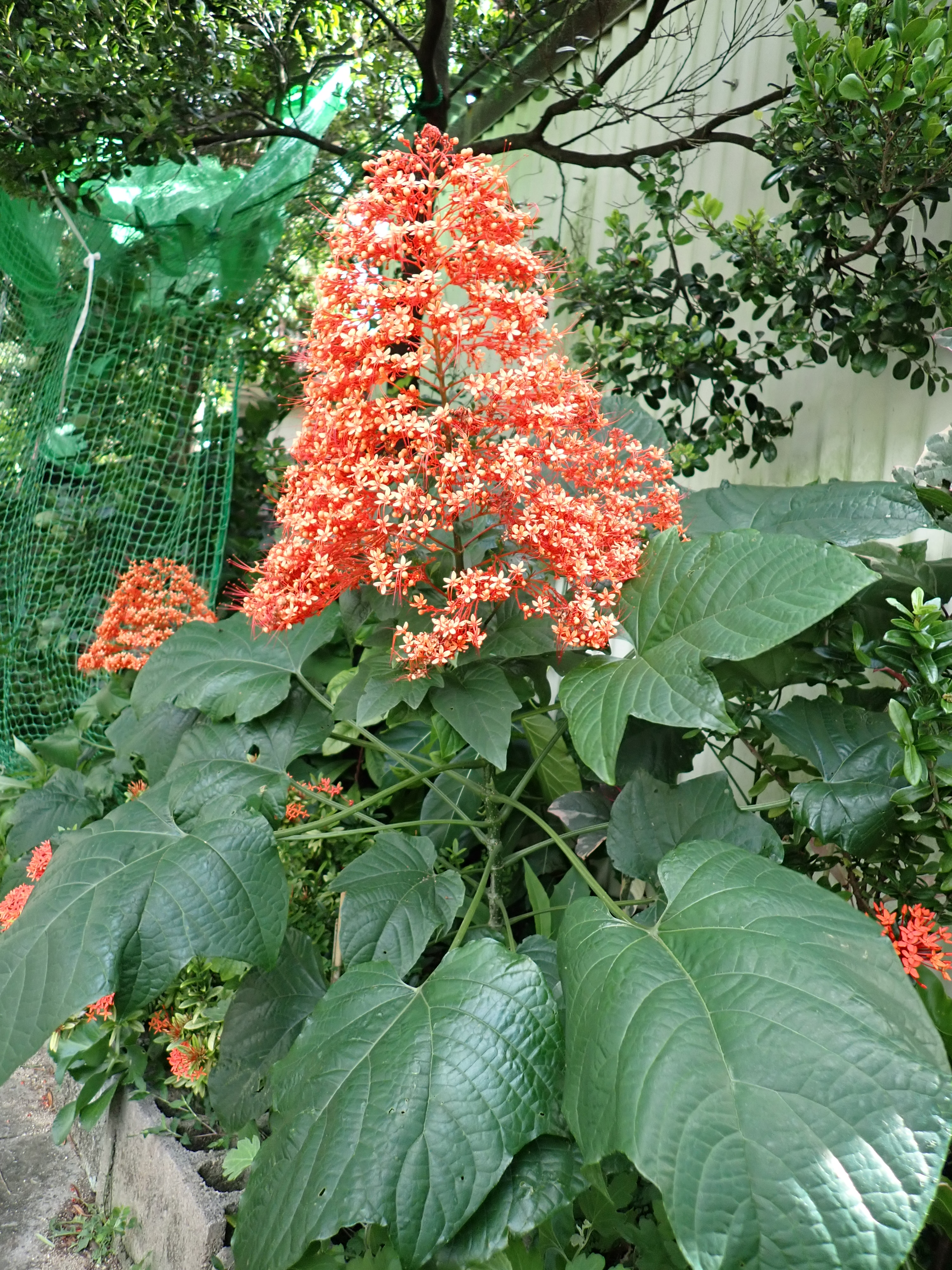
カクバヒギリ